# Jasmin Open Monastir 2022
Jasmin Open Monastir 2022 byl tenisový turnaj hraný jako součást ženského okruhu WTA Tour v areálu Skanes Family Hotel Monastir na dvorcích s tvrdým povrchem. Úvodní ročník Jasmin Open Monastir se konal mezi 3. až 9. říjnem 2022 v tuniském přímořském letovisku Monastir.
Turnaj dotovaný 251 750 dolary patřil do kategorie WTA 250. Nejvýše nasazenou singlistkou se stala světová dvojka Ons Džabúrová z Tuniska. Jako poslední přímá účastnice do dvouhry nastoupila 90. hráčka žebříčku Kamilla Rachimovová.
Jasmin Open Monastir byl do 40. týdne sezóny zařazen dodatečně v květnu 2022 po zrušení všech čínských turnajů WTA kvůli obavám o bezpečnost čínské tenistky Pcheng Šuaj, která v listopadu 2021 obvinila bývalého vicepremiéra Čanga Kao-lia ze sexuálního násilí. V důsledku invaze Ruska na Ukrajinu na konci února 2022 řídící organizace tenisu ATP, WTA a ITF s grandslamy rozhodly, že ruští a běloruští tenisté mohli dále na okruzích startovat, ale do odvolání nikoli pod vlajkami Ruska a Běloruska.
Sedmý singlový titul na okruhu WTA Tour vybojovala Belgičanka Elise Mertensová. Čtyřhru ovládla Češka Kateřina Siniaková s Francouzkou Kristinou Mladenovicovou, které splnily roli favoritek a první společnou účast v deblových soutěžích proměnily v trofej.

## Rozdělení bodů a finančních odměn

### Rozdělení bodů
| Soutěž      | Soutěž       | vítězové | finalisté | semifinalisté | čtvrtfinalisté | 16 v kole | 32 v kole | Q  | Q2 | Q1 |
| ----------- | ------------ | -------- | --------- | ------------- | -------------- | --------- | --------- | -- | -- | -- |
| dvouhra žen | [ 2 ] [ 12 ] | 280      | 180       | 110           | 60             | 30        | 1         | 18 | 12 | 1  |
| čtyřhra žen | [ 13 ]       | 280      | 180       | 110           | 60             | 1         | —         | —  | —  | —  |

### Finanční odměny
| Soutěž                                | Soutěž       | vítězové | finalisté | semifinalisté | čtvrtfinalisté | 16 v kole | 32 v kole | Q2      | Q1      |
| ------------------------------------- | ------------ | -------- | --------- | ------------- | -------------- | --------- | --------- | ------- | ------- |
| dvouhra žen                           | [ 2 ] [ 12 ] | 33 200 $ | 19 750 $  | 11 000 $      | 6 200 $        | 3 800 $   | 2 725 $   | 2 000 $ | 1 300 $ |
| čtyřhra žen                           | [ 13 ]       | 12 000 $ | 6 700 $   | 3 950 $       | 2 350 $        | 1 800 $   | —         | —       | —       |
| částka ve čtyřhrách je uvedena na pár |              |          |           |               |                |           |           |         |         |

## Ženská dvouhra

### Nasazení
| Stát                         | Hráčka                 | WTA | Nasazení |
| ---------------------------- | ---------------------- | --- | -------- |
| Tunisko                      | Ons Džabúrová          | 2.  | 1.       |
|                              | Veronika Kuděrmetovová | 13. | 2.       |
| Francie                      | Alizé Cornetová        | 37. | 3.       |
| Chorvatsko                   | Petra Martićová        | 43. | 4.       |
| Belgie                       | Elise Mertensová       | 44. | 5.       |
|                              | Anastasija Potapovová  | 48. | 6.       |
| Česko                        | Kateřina Siniaková     | 49. | 7.       |
| Polsko                       | Magda Linetteová       | 55. | 8.       |
| Žebříček WTA k 26. září 2022 |                        |     |          |

### Jiné formy účasti
Následující hráčky obdržely divokou kartu do hlavní soutěže: 
- Mirra Andrejevová
- Alizé Cornetová
- Yasmine Mansouriová

Následující hráčka nastoupila pod žebříčkovou ochranou:
- Jevgenija Rodinová

Následující hráčky postoupily z kvalifikace:
- Marina Bassolsová Riberová
- Linda Fruhvirtová
- Ana Konjuhová
- Despina Papamichailová
- Lucrezia Stefaniniová
- Mojuka Učidžimová

Následující hráčka postoupila z kvalifikace jako šťastná poražená:
- Harmony Tanová

### Odhlášení
před zahájením turnaje
- Sorana Cîrsteaová → nahradila ji   Kamilla Rachimovová
- Kaja Juvanová → nahradila ji  Harmony Tanová
- Jasmine Paoliniová → nahradila ji  Elena-Gabriela Ruseová
- Clara Tausonová → nahradila ji  Harriet Dartová
- Martina Trevisanová → nahradila ji  Laura Pigossiová
- Alison Van Uytvancková → nahradila ji  Kateřina Siniaková

### Skrečování
- Chloé Paquetová (poranění zad)[2]
- Lucrezia Stefaniniová (poranění levého stehna)[2]

## Ženská čtyřhra

### Nasazení
| Stát                                                                     | Hráčka                 | Stát     | Hráčka                 | WTA  | Nasazení |
| ------------------------------------------------------------------------ | ---------------------- | -------- | ---------------------- | ---- | -------- |
| Francie                                                                  | Kristina Mladenovicová | Česko    | Kateřina Siniaková     | 20.  | 1.       |
| Japonsko                                                                 | Miju Katová            | USA      | Angela Kulikovová      | 125. | 2.       |
| USA                                                                      | Kaitlyn Christianová   |          | Lidzija Marozavová     | 129. | 3.       |
| Slovensko                                                                | Viktória Kužmová       | Rumunsko | Elena-Gabriela Ruseová | 190. | 4.       |
| Žebříček WTA k 26. září 2022; číslo je součtem umístění obou členek páru |                        |          |                        |      |          |

### Jiné formy účasti
Následující pár obdržel divokou kartu do hlavní soutěže:
- Inès Ibbouová /  Yasmine Mansouriová

### Odhlášení
před zahájením turnaje
- Kaitlyn Christianová /  Chan Sin-jün → nahradily je  Kaitlyn Christianová /   Lidzija Marozavová
- Oxana Kalašnikovová /  Katarzyna Piterová → nahradily je  Emily Appletonová /  Quinn Gleasonová
- Lidzija Marozavová /   Jana Sizikovová → nahradily je  Isabelle Haverlagová /  Prarthana Thombareová

## Přehled finále

### Ženská dvouhra
- Elise Mertensová vs.  Alizé Cornetová, 6–2, 6–0

### Ženská čtyřhra
- Kristina Mladenovicová /  Kateřina Siniaková vs.  Miju Katová /  Angela Kulikovová, 6–2, 6–0